# Afrykański Bank Inwestycyjny
Afrykański Bank Inwestycyjny (ang. African Investment Bank, AIB) – planowana instytucja finansowa Unii Afrykańskiej. Jego utworzenie zostało postanowione w Traktacie z Abudży z 1991 roku. W 2009 unia przyjęła protokół o ustanowieniu banku, wejdzie w życie po ratyfikacji przez 15 państw, dotchczas uczyniło to 6 krajów. Otwarcie planowane jest w 2025 roku w Trypolisie.
Celem banku jest wspieranie integracji gospodarczej poprzez inwestowanie w projekty zgodne z celami unii. Będzie miał za zadanie finansować inwestycje w sektorze prywatnym i publicznym przez kapitał pozyskany z rynków afrykańskich i światowych. Ma też na celu wspieranie rolnictwa i ochrony środowiska naturalnego w krajach najbiedniejszych.
Udziałowcami domyślnie będą państwa afrykańskie, które ratyfikowały protokół o ustanowieniu banku. Akcesja jest otwarta dla: instytucji finansowych regionalnych organizacji gospodarczych Afryki, publicznych instytucji finansowych lub przedsiębiorstw z państw członkowskich, osób prawnych z państw członkowskich jeśli 51% kapitału należy do obywateli tego państwa.
Organy własne banku to: Zgromadzenie Ogólne, Rada Dyrektorów oraz Przewodniczący.